# Thasοs (orοs Ypsariο kai Paraktia Zoni) kai nisides Kοinyra, Xirοnisi
Thasοs (orοs Ypsariο kai Paraktia Zoni) kai nisides Kοinyra, Xirοnisi este o arie protejată (arie de protecție specială avifaunistică — SPA) din Grecia întinsă pe o suprafață de 17.333,29 ha, integral pe uscat.

## Localizare
Centrul sitului Thasοs (orοs Ypsariο kai Paraktia Zoni) kai nisides Kοinyra, Xirοnisi este situat la coordonatele 40°42′10″N 24°41′19″E / 40.702654°N 24.688534°E.

## Înființare
Situl Thasοs (orοs Ypsariο kai Paraktia Zoni) kai nisides Kοinyra, Xirοnisi a fost declarat arie de protecție specială avifaunistică în martie 2010 pentru a proteja 39 de specii de animale.

## Biodiversitate
Situată în ecoregiunile marină mediteraneană și mediteraneană, aria protejată nu include niciun habitat protejat.
La baza desemnării sitului se află mai multe specii protejate de  păsări (39): uliu cu picioare scurte (Accipiter brevipes), ciocârlie-de-câmp (Alauda arvensis), pescăruș albastru (Alcedo atthis), lăstunul mare (Apus apus), stârc cenușiu (Ardea cinerea), buha (Bubo bubo), șorecarul comun (Buteo buteo), caprimulg (Caprimulgus europaeus), chirighiță-cu-aripi-albe (Chlidonias leucopterus), șerpar (Circaetus gallicus), lăstun de casă (Delichon urbicum), egretă mică (Egretta garzetta), Emberiza caesia, presură de grădină (Emberiza hortulana), Falco eleonorae, șoim călător (Falco peregrinus), muscar-gulerat (Ficedula albicollis), muscar (Ficedula parva), piciorong (Himantopus himantopus), Hippolais olivetorum, rândunică (Hirundo rustica), stârc pitic (Ixobrychus minutus), sfrâncioc roșiatic (Lanius collurio), sfrânciocul cu frunte neagră (Lanius minor), pescăruș râzător (Larus ridibundus), ciocârlie de pădure (Lullula arborea), prigoare (Merops apiaster), codobatura galbenă (Motacilla flava), stârc de noapte (Nycticorax nycticorax), grangur (Oriolus oriolus), viespar (Pernis apivorus), Phalacrocorax aristotelis desmarestii, flamingo roz (Phoenicopterus roseus), lăstun de mal (Riparia riparia), chiră de baltă (Sterna hirundo), chiră mică (Sternula albifrons), turturică (Streptopelia turtur), Sylvia ruppeli, Tachymarptis melba.
Pe lângă speciile protejate, pe teritoriul sitului au mai fost identificate 2 specii de păsări.